# Armadura de enredo
Armadura de enredo é um dispositivo de trama em que um personagem fictício é preservado de danos devido à necessidade de que a trama prossiga. O Oxford English Dictionary identificou o termo como originário da década de 2000, com seu primeiro uso relatado no fórum Usernet alt.games.dur-trs-trap. Embora os protagonistas e heróis das obras de ficção sejam frequentemente protegidos da destruição pela armadura da trama, suas mortes em certas obras funcionam como uma reviravolta na trama plot twist.
Dentro de certas obras de ficção, elementos da história podem fornecer uma explicação de por que o protagonista está protegido. Várias iterações de James Bond foram citadas como exemplos definidores de armadura de enredo. Outras obras evitam a armadura da trama para os personagens principais. As mortes de Ned Stark e de outros personagens principais de A Game of Thrones e sua adaptação para a televisão foram consideradas exemplos de protagonistas que desafiaram as expectativas de que seu papel na trama os protegesse de perigos; uma batalha onde muitos personagens principais escaparam do perigo dentro da mesma série também foi citada como exemplo de armadura de enredo. Fora da ficção, a armadura do enredo tem sido usada para descrever como uma figura política dominante como Donald Trump sobreviveu a vários escândalos importantes e aos benefícios sociais do privilégio branco.